# Shirley Frimpong-Manso
Shirley Frimpong-Manso (sinh ngày 16 tháng 3 năm 1977) là một đạo diễn, nhà văn và nhà sản xuất phim người Ghana. Bà là người sáng lập và CEO của Sparrow Productions, một công ty sản xuất phim, truyền hình và quảng cáo. Bà đã giành được giải Đạo diễn xuất sắc nhất tại Giải thưởng Học viện Điện ảnh Châu Phi lần thứ 6. Frimpong-Manso cũng là hiệu trưởng của Sparrow Station, một dịch vụ phát video trực tuyến cho giải trí châu Phi từ Sparrow và các nhà sản xuất phim châu Phi khác. Năm 2013, bà được xếp hạng 48 người có ảnh hưởng nhất ở Ghana theo E.tv Ghana.
Frimpong-Manso được mô tả là một người "tìm cách nâng cao tiêu chuẩn sản xuất phim ở Ghana và châu Phi bằng cách kể những câu chuyện châu Phi tiến bộ như được nhìn qua con mắt của người châu Phi". Thay đổi cách Ghana được miêu tả cũng thúc đẩy sự lựa chọn nghề nghiệp của cô. Các bộ phim của bà cũng được biết đến với "nữ chính hung dữ", khi họ miêu tả phụ nữ châu Phi với cơ quan có thể là trụ cột gia đình và có cuộc sống phức tạp.

## Tiểu sử

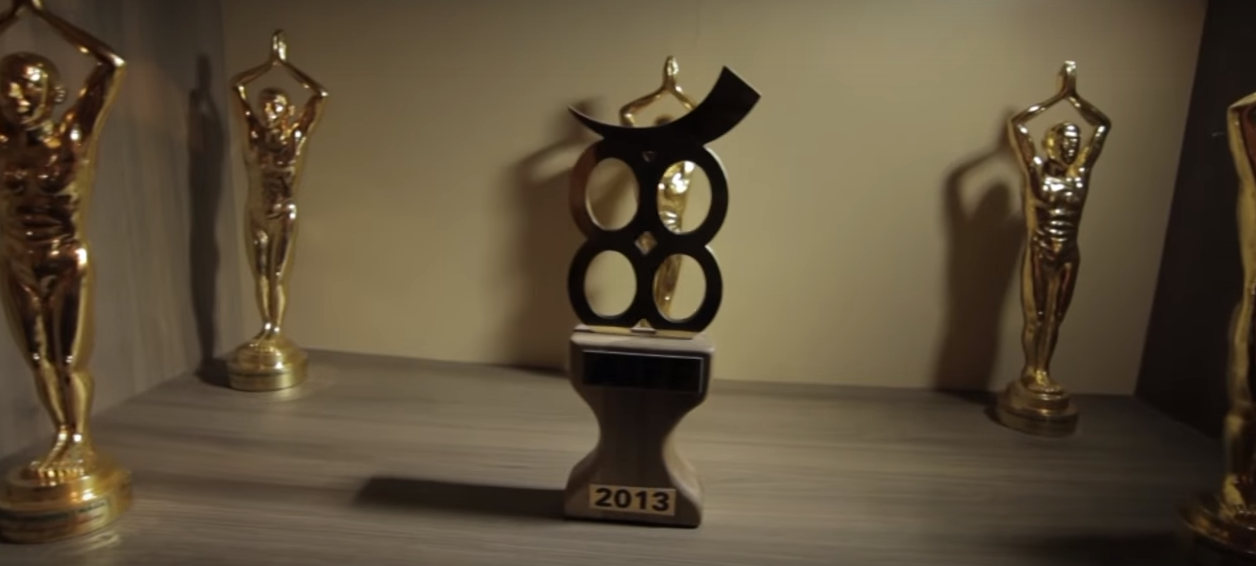
Giải thưởng của bà ấy

Frimpong-Manso đến từ Kwahu Pepease ở khu vực phía đông Ghana. Khi còn nhỏ, bà đã tổ chức các vở kịch, "cảm thấy thú vị hơn nhiều so với chơi với cát và búp bê". bà tốt nghiệp năm 2000 tại Học viện Điện ảnh và Truyền hình Quốc gia, thường được gọi là NAFTI ở Ghana và làm người dẫn chương trình tại Radio Gold, một đài tư nhân ở Accra, và sau đó tiếp tục bắt đầu Sparrow Productions vào năm 2003.
Chồng và đối tác kinh doanh của bà là Ken Attoh và họ có với nhau một đứa con.

## Công trình
Với nhà sản xuất và nữ diễn viên Juliet Asante, Frimpong-Manso đã giúp sản xuất chương trình truyền hình Heart to Heart trong hai năm ngay sau giờ học. Bà cũng đã sản xuất:
- Another Shades of Blue - một bộ phim truyền hình về năm bà gái đại học có chung ký túc xá trong ký túc xá của trường đại học.
- Personalities Kitchen - một chương trình nấu ăn tổ chức hai tính cách và thách thức họ với một bữa cơm mà họ lựa chọn.
- Cuộc thi Hoa hậu Ghana - bà đã sản xuất hai thí sinh bán kết tại sự kiện Hoa hậu Thế giới trong vòng năm năm trong thời gian của cô.

## Đóng phim
| Phim ảnh                        | Sản xuất Năm | Phân phối Các công ty          | Sản xuất Kiểu         | Ghi chú |
| ------------------------------- | ------------ | ------------------------------ | --------------------- | --- |
| Sống và sống với nó             | 2009         | Trạm chim sẻ                   | Phim ảnh              | Câu chuyện về bốn người bạn nam: một nhạc sĩ, một vũ công, một bác sĩ và một người quản lý quảng cáo. "Chủ đề chính bao gồm tình yêu, tình bạn và gia đình." |
| Khinh bỉ                        | 2009         | Trạm chim sẻ                   | Phim ảnh              | |
| Bức tranh hoàn hảo              | 2009         | Trạm chim sẻ                   | Phim ảnh              | Câu chuyện về cuộc sống và tình yêu của một số người bạn nữ Ghana, tập trung vào hôn nhân và các quy tắc xã hội của Ghana không được thể hiện trong phim phương Tây. Frimpong-Manso đã giành giải Đạo diễn xuất sắc nhất cho Bức tranh hoàn hảo tại Giải thưởng Học viện Điện ảnh Châu Phi 2010, nơi các bộ phim của bà thu được tổng cộng bốn giải thưởng.                                |
| Một Sting trong một câu chuyện  | 2009         | Trạm chim sẻ                   | Phim ảnh              | "Một câu chuyện cảnh báo về hai người đàn ông Ghana tranh giành để tìm việc làm." Nó đã giành được một giải thưởng Khán giả yêu thích tại Liên hoan phim và nghệ thuật Pan Phi 2010 |
| Chiếu tướng                     | 2010         | Trạm chim sẻ                   | Phim ảnh              | |
| Sáu giờ đến Giáng sinh          | 2010         | Trạm chim sẻ                   | Phim ảnh              | Câu chuyện về một giám đốc sáng tạo có cuộc đời bị đảo lộn khi anh ta bị cám dỗ đi lạc vào đêm Giáng sinh. |
| Nhìn trộm                       | 2011         | Trạm chim sẻ TV3               | truyền hình nhiều tập | |
| Hợp đồng                        | 2012         | Trạm chim sẻ                   | Phim ảnh              | Một doanh nhân thành đạt muốn tránh hợp đồng trách nhiệm hôn nhân với một người phụ nữ để sinh con. Sáu đề cử tại Giải thưởng Học viện Điện ảnh Châu Phi 2013, bao gồm cả đạo diễn xuất sắc nhất. |
| Táo Adams                       | 2011-2013    | Trạm chim sẻ                   | truyền hình nhiều tập | Một sê-ri gồm 10 phần được phát hành trong một năm bắt đầu từ tháng 4 năm 2011. Nó kể về cuộc sống của bốn người phụ nữ (một người mẹ và ba đứa con trưởng thành) ở Ghana hiện đại. |
| Potomanto                       | 2013         | Trạm chim sẻ Ma thuật châu phi | Phim ảnh              | Về "một nhà điều tra tư nhân đau đớn về mặt cảm xúc, người đã tình cờ vấp phải một trường hợp mổ cướp nội tạng". Chín đề cử tại Giải thưởng Học viện Điện ảnh Châu Phi 2014, bao gồm cả phim hay nhất và đạo diễn xuất sắc nhất. |
| Lớn không có gì                 | 2013         | Trạm chim sẻ                   | Phim ngắn             | |
| Người lạ trên giường của tôi    | 2013         | Trạm chim sẻ                   | Phim ngắn             | |
| Người thuê nhà                  | 2013         | Ma thuật châu phi              | truyền hình nhiều tập | |
| Ác quỷ trong chi tiết           | 2014         | Trạm chim sẻ Ma thuật châu phi | Phim ảnh              | Nghi ngờ ngoại tình trong hôn nhân. "Shirley Frimpong-Manso đã đùa giỡn với chúng tôi và vấp chúng tôi xem liệu Helen có lừa dối chồng mình không. Lúc đầu, Ben nghi ngờ Helen nhưng sau đó bà ấy đã lật kịch bản và Helen nghi ngờ về Ben. với đạo đức.... " Một đề cử cho Giải thưởng Học viện Điện ảnh Châu Phi 2015                                                                    |
| Tình yêu hay những thứ tương tự | 2014         | Trạm chim sẻ Ma thuật châu phi | Phim ảnh              | |
| Cộng hòa V                      | 2014         | Trạm chim sẻ                   | truyền hình nhiều tập | |
| Bình minh xám                   | 2015         | Trạm chim sẻ Ma thuật châu phi | Phim ảnh              | |
| Shampaign                       | 2016         | Trạm chim sẻ                   | truyền hình nhiều tập | Một bộ phim có sự tham gia của một người phụ nữ đang tranh cử làm tổng thống Ghana. "'Shampaign' lấy cảm hứng từ các sự kiện gần đây đã thống trị văn hóa nhạc pop, từ cuộc bầu cử ở Mỹ, đến việc Nigeria hoặc Ghana không thể đưa ra một nữ khát vọng chính trị mạnh mẽ." |
| Rebecca                         | 2016         | Trạm chim sẻ                   | Phim ảnh              | "Bị bỏ rơi và lạc giữa một con đường vắng, một chàng trai thành phố tự cao tự đại đã thức dậy một cách thô lỗ khi anh ta bắt đầu nhận ra rằng người bạn đồng hành duy nhất của mình, một bà gái làng rụt rè mà anh ta đã buộc phải kết hôn chỉ vài giờ trước đó, là bất cứ điều gì nhưng bình thường. " Được đề cử ở hai hạng mục cho Giải thưởng Lựa chọn của Người xem Ma thuật Châu Phi |
| Khoai tây khoai tây             | 2017         |                                | Phim ảnh              | Một "vòng xoáy vui nhộn về ly hôn." "Bộ phim kể câu chuyện về một cặp vợ chồng, người quyết định vẫn sống trong ngôi nhà hôn nhân của họ ngay cả sau khi họ chia tay." Được đề cử trong năm hạng mục cho Giải thưởng Lựa chọn của Người xem Ma thuật Châu Phi |

## Giải thưởng
- Giải thưởng Học viện Điện ảnh Châu Phi lần thứ 6 - Đạo diễn xuất sắc nhất năm
- Giải thưởng Học viện Điện ảnh Châu Phi lần thứ 6 - A Sting in a Tale đã giành giải Nhạc phim hay nhất
- Liên hoan phim và nghệ thuật Pan Phi thường niên lần thứ 18 - A Sting In A Tale đã mang về giải thưởng cho Khán giả yêu thích-Tự truyện
- Giải thưởng Lựa chọn Người xem Ảo thuật Châu Phi 2014 - Biên tập video hay nhất và Đạo diễn phim hay nhất